# Theridion fuscodecoratum
Theridion fuscodecoratum là một loài nhện trong họ Theridiidae.
Loài này thuộc chi Theridion. Theridion fuscodecoratum được William Joseph Rainbow miêu tả năm 1916.